# Fausto Amodei
Pour les articles homonymes, voir Amodei.
Fausto Amodei est un auteur-compositeur-interprète italien né le 18 juin 1934 à Turin.

## Biographie
Fausto Amodei a commencé sa carrière musicale en 1958 en fondant le groupe Cantacronache. Dans ses chansons, il utilise l'ironie et la satire, style inspiré du chanteur Georges Brassens. Dans les années 1960, il collabore au magazine Nuovo Canzoniere Italiano et en 1966 il est élu membre du Parlement italien en tant que membre du PSIUP.
Le chanteur Francesco Guccini citait Amodei comme une de ses principales influences en tant que compositeur.
Une des chansons les plus connues d'Amodei est Per i morti di Reggio Emilia (« Pour les morts de Reggio Emilia » ), dédiée aux manifestants tués par la police lors d'une manifestation le 7 juillet 1960.
En 1985, le groupe de punk rock italien CCCP intitule leur troisième EP avec le premier verset de cette ballade : « Cittadini, Fratelli, Compagni, Partigiani ».

## Discographie
Discographie par ordre chronologique :
- 1958 - La gelida manina (78 T)
- 1963 - Il barone e la pastora (EP)
- 1963 - Le canzoni di Fausto Amodei (1) (EP)
- 1963 - Le canzoni di Fausto Amodei (2) (EP)
- 1964 - Il tarlo/Il gallo (45 T)
- 1964 - Lettera dalla caserma/Una vita di carta (45 T)
- 1965 - Canzoni didascaliche (EP)
- 1969 - Sciopero interno/Nei reparti della FIAT (45 T)
- 1971 - Cantacronache 3 (album)
- 1972 - Se non li conoscete (album)
- 1974 - L'ultima crociata (album)
- 2005 - Per fortuna c'è il cavaliere (album)